# Швац (округ)
Швац (нем. Bezirk Schwaz) — округ в Австрии. Центр округа — город Швац. Округ входит в федеральную землю Тироль. Занимает площадь 1 843,20 км². Плотность населения 41 человек/км².

## Города и общины
1. Ахенкирх
2. Ашау
3. Брандберг
4. Брук
5. Бух-Йенбах
6. Вер
7. Верберг
8. Визинг
9. Гальцайн
10. Герлос
11. Герлосберг
12. Йенбах
13. Кальтенбах
14. Майрхофен
15. Пилль
16. Рамзау
17. Рид
18. Рорберг
19. Терфенс
20. Тукс
21. Удернс
22. Финкенберг
23. Фомп
24. Фюген
25. Фюгенберг
26. Хайнценберг
27. Харт
28. Хиппах
29. Целль-на-Циллере
30. Швац
31. Швендау
32. Шлиттерс
33. Штайнберг-ам-Рофан
34. Штанс
35. Штрас
36. Штум
37. Штуммерберг
38. Эбен-ам-Ахензее